# Lomamyia hamata
Lomamyia hamata is een insect uit de familie van de Berothidae, die tot de orde netvleugeligen (Neuroptera) behoort. 
Lomamyia hamata is voor het eerst wetenschappelijk beschreven door Walker in 1853.